# Ophiostoma albidum
Ophiostoma albidum är en svampart som tillhör divisionen sporsäcksvampar, och som beskrevs av Aino Mathiesen-Käärik. Ophiostoma albidum ingår i släktet Ophiostoma, och familjen Ophiostomataceae. Arten är reproducerande i Sverige.